# Keisuke Itō (Fußballspieler)
Keisuke Ito (japanisch 伊藤 恵亮 Ito Keisuke; * 4. Februar 2001 in der Präfektur Saitama) ist ein japanischer Fußballspieler.

## Karriere
Keisuke Ito erlernte das Fußballspielen in der  Schulmannschaft der Yaita Chuo High School sowie in der Universitätsmannschaft der Tōyō-Universität. Von Anfang September 2022 bis Saisonende wurde er von der Universität an den SC Sagamihara ausgeliehen. Der Verein aus Sagamihara, einer Stadt in der Präfektur Kanagawa, spielte in der dritten japanischen Liga. Sein Drittligadebüt gab Keisuke Ito am 11. September 2022 (24. Spieltag) im Auswärtsspiel gegen YSCC Yokohama. Bei dem 4:0-Auswärtssieg wurde er in der 61. Minute für Yūan Matsuhashi eingewechselt. Nach der Ausleihe wurde er am 1. Februar 2023 fest vom SC Sagamihara unter Vertrag genommen.